# Partidul Democrat Agrar din România
Partidul Democrat Agrar din România (PDAR) a fost un partid politic parlamentar din România, al cărui program politic se adresa în primul rând agricultorilor și persoanelor cu educație superioară care locuiau în mediul rural.

## Activitatea partidului
PDAR s-a constituit la 29 ianuarie 1990, fiind un concurent al Partidului Național Țărănesc Creștin Democrat, care se se reconstituise imediat după 22 decembrie 1989 în jurul unui grup de supraviețuitori din rândurile membrilor fostului Partid Național Țărănesc, care fusese desființat de autoritățile comuniste în 1947. Spre deosebire de PNȚCD, avea o retorică populistă și conservator-naționalistă ce îl apropia mai mult de Frontul Salvării Naționale.
În Guvernul Provizoriu Petre Roman, PDAR a deținut postul de ministru al agriculturii și industriei alimentare, prin Nicolae Ștefan. Același portofoliu a fost deținut de un alt reprezentant al PDAR, Petru Mărculescu, în perioada octombrie 1991 - noiembrie 1992, în Guvernul Theodor Stolojan.
La alegerile din 1990, PDAR a obținut 1,83% din voturi pentru Camera Deputaților (9 mandate), dar nu a obținut acces în Senat. Situația s-a inversat la alegerile din 1992, când PDAR a obținut 2,999% din voturi la alegerile pentru Camera Deputaților (lipsindu-i 118 voturi pentru a trece pragul electoral de 3%), în timp ce la Senat a obținut 3,3% din voturi, respectiv 5 mandate de senator. Între 1992 și 1994, PDAR-ul a sprijinit guvernul Nicolae Văcăroiu, trecând ulterior în opoziție.

La alegerile din 1996 PDAR s-a prezentat în alianță electorală cu Federația Ecologistă din România și Partidul Umanist Român, sub denumirea Uniunea Națională de Centru Agrariană-Umanistă-Ecologistă, dar nu a reușit să treacă de pragul electoral de 3%.
Partidul a încetat să existe în 1998, odată cu fuziunea cu Partidul Noua Românie, condus de Virgil Măgureanu, fostul șef al Serviciului Român de Informații, noua formațiune numindu-se Partidul Național Român.

## Președinții partidului
- Victor Surdu - 29 ianuarie 1990 - 28 iunie 1997
- Mihai Berca - 28 iunie 1997 - 14 martie 1998

1. ↑  http://www.regione.toscana.it/documents/10180/452241/partiti%20elezioni%20-%20Q50/9bd72f76-8f3b-4cd5-9931-5deeb1fc3154 Format:Bare URL inline
2. ↑  Lansford, Tom; Muller, Tom (2 aprilie 2012). Political Handbook of the World 2012. ISBN 978-1-60871-995-2.
3. ↑  „Povestea unei fotografii. Corneliu Coposu nu este lăsat să ajungă la microfonul Parlamentul”. 11 aprilie 2018.
4. ↑  „De ce au eșuat coalițiile postcomuniste (II) Temele nepregătite și lecțiile neînvățate”. 11 august 2022.
5. ↑  Ion Cristoiu (14 mai 2009). „Tradiția Coalițiilor de scandal”. Jurnalul Național.
6. ↑  Radu Borcea (3 iunie 2016). „România se întoarce la guvernarea cu partide-balama”. Adevărul.
7. ↑  Petru Clej (7 octombrie 2021). „Guvern minoritar – un caz de excepție, care se înscrie în regulile democrației. Exemple din România și din alte țări”. G4 Media.
8. ↑  Lansford, Tom; Muller, Tom (2 aprilie 2012). Political Handbook of the World 2012. ISBN 978-1-60871-995-2.